# Pleioblastus solidus
Pleioblastus solidus là một loài thực vật có hoa trong họ Hòa thảo. Loài này được S.Y.Chen miêu tả khoa học đầu tiên năm 1983.